# Каран-Кункас
Кара́н-Кунка́с (рос. Каран-Кункас, башк. Ҡаран-Ҡуңҡаҫ) — село у складі Міякинського району Башкортостану, Росія. Адміністративний центр Каранівської сільської ради.
Населення — 407 осіб (2010; 512 в 2002).
Національний склад:
- башкири — 99%